# Баварська академія наук
Баварська академія наук (нім. Bayerische Akademie der Wissenschaften, скор. BAdW) — громадська некомерційна організація, головний науково-дослідний центр Баварії, член Союзу Академій наук Німеччини. Розташована в Мюнхені, в колишньому королівському палаці.
У 2009 році в академії було 157 дійсних членів і 156 членів-кореспондентів. Академія має один з найбільших обчислювальних центрів Німеччини, при ній є інститут вивчення наднизьких температур.

## Історія
Баварська академія наук була заснована в 1759 році курфюрстом Максиміліаном III Йосипом, і таким чином, є одним з найстаріших наукових товариств Європи. Проєкт академії був складений надвірним радником Йоганном Георгом фон Лорі (нім. Johann Georg von Lori, 1723—1787), засновником «Баварського наукового товариства» (нім. Bayerischen Gelehrten Gesellschaft), і графом Зигмундом фон Хаймхаузеном (нім. Johann Sigmund Ferdinand Joseph Graf von Haimhausen, 1708—1793), який став першим Президентом Академії. Баварська академія наук не мала власного будинку до 1783 року, коли їй було передано палац «Wilhelminum», реквізований у Ордена єзуїтів. 1944 року будівля академії стала жертвою бомбардування і була зруйнована. Установи та служби академії розміщувалися в численних невеликих аудиторій та бюро при Мюнхенському університеті, і тільки в рік свого 200-річчя (1959) Баварська академія наук отримала постійне приміщення в північносхідному крилі Мюнхенського палацу.

## Структура
Баварська академія наук має традиційну для німецьких наукових товариств структуру. В організаційному плані академія підрозділяється на Класи, яких з дня її заснування виділяється всього два: Математико-природничонауковий та Історико-філологічний. Клас складається з Комісій та Робочих груп. У складі Історико-філологічного класу 30 комісій, у складі Математико-природничого — 10 комісій і робочих груп. Крім того, 3 комісії не входять до складу класів і за своїм статусом прирівняні до них: Комісія з історії науки, Комісія з гірських досліджень, Постійна комісія з інженерії та прикладного природознавства. Управління академією здійснює Пленум (загальні збори дійсних членів академії), в перервах між скликаннями Пленуму управління академією здійснює Правління (нім. Vorstand).
Головою академії є Президент, якому безпосередньо підпорядковується Правління, Прес-служба і Секретаріат (центральний адміністративний орган Академії з Вченим секретарем на чолі).
Питання поточного управління на рівні Класів також вирішують Загальні збори Класу і його глава — Академік-секретар.

## Знамениті співробітники
- Макс Вебер
- Карл Веєрштрас
- Отто Ган
- Вільгельм Грімм
- Якоб Грімм
- Хорст Льойхтман
- Макс фон Петтенкофер
- Йозеф Герхард Цуккарині
- Адольф Генрих Фрідрих Шліхтегроль
- Альберт Ейнштейн
- Еміль Ерленмеєр
- Андреас Фелікс фон Ефель

## Премії та нагороди
Баварська академія наук присуджує ряд премій, медалей і призів за наукові заслуги, а також здійснює ряд стипендіальних програм, у тому числі:
- Премію ім. Макса Вебера (нім. Max-Weber-Preis)  присуджують за рішенням Історико-філологічного класу Баварської академії наук за видатні досягнення в галузі соціології, релігієзнавства, політології та історії. Її вручають щороку і її розмір становить 4.000 євро[4].
- Премія «Peregrinus» (нім. Preis der Peregrinus-Stiftung) — вручається за видатні особисті заслуги в галузі суспільних наук. Нагорода призначена для іноземних вчених (від лат. peregrinus — іноземний), вручається один раз на два роки і становить 5.000 євро[5].